# Савченко, Юрий Николаевич
Юрий Николаевич Савченко (1925—2014) — советский и российский врач-нейрохирург, педагог и организатор здравоохранения, доктор медицинских наук, профессор. Лауреат Государственной премии РСФСР в области науки и техники (1990). Заслуженный врач Российской Федерации (2004).

## Биография
Родился 2 декабря 1925 года в городе Томске в семье известного профессора медицины Николая Ивановича Савченко (1896—1980).
С 1942 года, в возрасте семнадцати лет, Ю. Н. Савченко призван в ряды Рабоче-крестьянской Красной армии и после прохождения краткосрочных курсов Уфимского зенитно-артиллерийского военного училища направлен в действующую армию на фронт, участник Великой Отечественной войны в составе 286-го гвардейского зенитного артиллерийского полка 6-го гвардейского танкового корпуса 3-й гвардейской танковой армии — гвардии младший лейтенант и лейтенант, командир взвода и командир зенитной батареи. Воевал в составе 1-го Украинского фронта, участник освобождения Украины, Польши, Германии и Австрии, был участником штурма Берлина и освобождения города Праги. За участие в войне был награждён Орденами Отечественной войны I и II степени и Орденом Красной Звезды.
С 1945 по 1950 годы обучался в Башкирском государственном медицинском институте. С 1950 года после окончания института с отличием обучался в ординатуре. С 1951 по 1954 годы проходил обучение в аспирантуре при Ленинградском научно-исследовательском нейрохирургическом институте. С 1954 по 1958 годы проходил стажировку в институтах Европы в частности на кафедре нейрохирургии Монреальского института неврологии.
С 1970 по 1997 годы работал — ассистентом, доцентом, профессором и заведующим кафедрой неврологии, с 1997 года — деканом лечебного факультета Омского государственного медицинского института. Одновременно с преподавательской деятельностью работал — внештатным главным специалистом по неврологии и нейрохирургии Омского областного отдела здравоохранения. Помимо основной деятельности Ю. Н. Савченко был — председателем Омского отделения научного общества неврологов, психиатров и нейрохирургов, состоял членом Всемирного общества нейрохирургов, членом Правления Всесоюзного общества нейрохирургов.
В 1954 году Ю. Н. Саченко защитил кандидатскую диссертацию на соискание учёной степени кандидата медицинских наук по теме: «Нарушение функций некоторых внутренних органов у больных с опухолями спинного мозга», в 1968 году — доктора медицинских наук по теме: «Функционально-морфологическая характеристика эпилепсии и сходных состояний».
Под руководством Ю. Н. Савченко было выполнено более двадцати кандидатских и докторских диссертаций, он является автором около 300 научных работ, в том числе монографий, является автором свидетельств на изобретения.
В 1990 году Постановлением ЦК КПСС и Совета Министров СССР Ю. Н. Савченко был удостоен — Государственной премии РСФСР в области науки и техники.
8 мая 2004 года Указом Президента России «За заслуги в области здравоохранения и многолетнюю добросовестную работу» Ю. Н. Савченко был удостоен почётного звания — Заслуженный деятель науки РСФСР.
Скончался 4 ноября 2014 года в городе Омске, похоронен на Старо-Северном кладбище.

## Награды
- Орден Октябрьской Революции[1]
- Орден Отечественной войны I и II степени (28.03.1945[6], 06.04.1985[7])
- Орден Красной Звезды[6]
- Медаль «За победу над Германией в Великой Отечественной войне 1941—1945 гг.»[6]
- Медаль «За взятие Берлина»[1]
- Медаль «За освобождение Праги»[1]
- Медаль ордена «За заслуги перед Отечеством» II степени[1]
- Медаль «Ветеран труда» II степени[1]

### Звания
- Заслуженный врач Российской Федерации (8.05.2004[4])

### Премии
- Государственная премия РСФСР в области науки и техники (1990[1])